# Хэмлиш, Марвин
Марвин Фредерик Хэмлиш (англ. Marvin Frederick Hamlisch, 2 июня 1944, Манхэттен, Нью-Йорк — 6 августа 2012, Лос-Анджелес, Калифорния) — американский композитор и дирижёр.

## Биография
Марвин Хэмлиш родился в Нью-Йорке в еврейской семье с австрийскими корнями. Его родители, Лилли и Макс Хэмлиш, иммигрировали в США из Вены, вскоре после прихода к власти нацистов. Его интерес к музыке проявился в раннем возрасте, возможно во многом благодаря отцу, который был аккордеонистом. В пять лет он начал подбирать на фортепиано музыку, услышанную по радио. Будучи довольно одарённым ребёнком, он в уже в семилетнем возрасте был зачислен в Джульярдскую школу, где последующие тринадцать лет изучал музыку. После её окончания в 1964 году, он был нанят пианистом в знаменитый бродвейский мюзикл «Смешная девчонка» с Барброй Стрейзанд в главной роли. В тому же году его песня «Travelin' Man» попала в дебютный альбом Лайзы Миннелли «Liza! Liza!», а спустя год вышел его первый хит — «Sunshine, Lollipops and Rainbows», который исполнила Лесли Гор.
Вскоре Хэмлиш был нанят голливудским продюсером Сэмом Шпигелем в качестве пианиста на своих вечеринках. Шпигель был впечатлён игрой начинающего музыканта и взял его в качестве композитора в картину «Пловец» 1968 года, ставшую первой работой Хэмлиша в Голливуде. Далее последовало сотрудничество с Вуди Алленом в его двух картинах «Хватай деньги и беги» (1969) и «Бананы» (1971), а также первая номинация на «Оскар» и первый «Золотой глобус» за песню «Life Is What You Make It», написанную Марвином Хэмлишем в соавторстве с Джонни Мёрсером для комедии Джека Леммона «Котч».
Его триумф пришёлся на 1973 год, когда Хэмлиш стал вторым человеком после Билли Уайлдера, получившем сразу три «Оскара» в один год. Первую премию он получил в номинации лучшая запись песен к фильму, адаптация партитуры за обработку The Entertainer и других классических рэгтаймов Скотта Джоплина для фильма-ограбления «Афера», а две других в номинациях лучшее музыкальное сопровождение и лучшая песня за мелодраму «Встреча двух сердец». Картина Сидни Поллака также принесла ему сразу две премии «Грэмми». Спустя два года Марвин Хэмлиш стал обладателем Пулитцеровской премии и статуэтки «Тони» за музыку к долгоиграющему бродвейскому мюзиклу «Кордебалет», а в 1986 году был выдвинут на «Оскар» за музыкальное сопровождение к одноимённому фильму.
В 1995 году Марвин Хэмлиш был удостоен телевизионной премии «Эмми», став при этом одним из двенадцати людей — обладателей сразу четырёх престижнейших развлекательных премий США: «Оскара», «Грэмми», «Тони» и «Эмми». Эту премию ему принесло его очередное сотрудничество с Барброй Стрейзанд в телеверсии её концерта «Barbra Streisand: The Concert». В 1996 году они вновь встретились на съёмочной площадке мелодрамы «У зеркала два лица», в которой Хэмлиш выступил композитором и автором заглавной темы «I Finally Found Someone», принёсшей ему очередную номинацию на премию Американской киноакадемии. В 1998 году Марвин Хэмлиш играл на свадьбе Стрейзанд и Джеймса Бролина, а в 2001 году был вновь удостоен «Эмми» за очередную телеверсию концерта певицы «Timeless: Live in Concert».
В 2000-х Марвин Хэмлиш почти не работал над созданием музыки для кино и телевидения, будучи сосредоточен на симфонической музыке. Он выступал дирижёром симфонических оркестров Сиэтла, Буффало, Питтсбурга, Милуоки, Сан-Диего и Пасадины. В 2009 году он вернулся в кино в качестве композитора криминальной комедии Стивена Содерберга «Информатор».
С мая 1989 года и до своей смерти Марвин Хэмлиш был женат на ведущей новостного блока на телеканале WTVN Терр Блэр. Он умер 6 августа 2012 года в Лос-Анджелесе после непродолжительной болезни. Вечером 8 августа огни сорока бродвейских театров были на одну минуту погашены в память о композиторе.
Уже после кончины композитора, в 2013 году, состоялась премьера последнего фильма, поставленного на его музыку — «За канделябрами» того же Содерберга.

## Признание
Лауреат всех четырёх крупнейших кинокомпозиторских премий — «Эмми» (трижды), «Грэмми», «Оскар» (трижды), «Тони» (так называемый ЭГОТ, в мире таких всего 16 человек), а также Пулитцеровской премии (подобный набор из пяти крупнейших наград был только ещё у одного человека в мире — композитора Ричарда Роджерса) и, к тому же, дважды лауреат премии «Золотой глобус» — такой коллекции наград не было ни у кого.

## Музыка к фильмам
- 1968: Пловец (реж. Фрэнк Перри)
- 1969: Апрельские безумства / The April Fools (реж. Стюарт Розенберг)
- 1969: Хватай деньги и беги (реж. Вуди Аллен)
- 1970: Движение / Move (реж. Стюарт Розенберг)
- 1970: Последний воин / The Last Warrior (реж. Кэрол Рид)
- 1971: Бананы (реж. Вуди Аллен)
- 1971: Котч / Kotch (реж. Джек Леммон
- 1971: Кое-что-большое / Something Big (реж. Эндрю Маклаглен)
- 1972: Война полов / The War Between Men and Women (реж. Мелвилл Шэвелсон)
- 1972: Жирный город (реж. Джон Хьюстон)
- 1973: Встреча двух сердец (реж. Сидни Поллак)
- 1973: Спасите тигра (реж. Джон Эвилдсен)
- 1973: Афера (реж. Джордж Рой Хилл)
- 1973: Великий атлет / The World’s Greatest Athlete (реж. Роберт Ширер)
- 1974: Мама и папа / Ma and Pa (ТВ) (реж. Джерри Лондон)
- 1974: Любовь от А до Я / Love from A to Z (ТВ) (реж. Мэл Стюарт)
- 1975: Узник Второй авеню / The Prisoner of Second Avenue (реж. Мелвин Фрэнк)
- 1976: Конферансье / The Entertainer (ТВ) (реж. Дональд Рай)
- 1977: Шпион, который меня любил (реж. Льюис Гилберт)
- 1977: Рассеянный официант / The Absent-Minded Waiter (реж. Карл Готтлиб)
- 1978: В это же время, в следующем году (реж Роберт Маллиган)
- 1978: Ледяные замки / Ice Castles (реж. Дональд Рай)
- 1979: Глава вторая / Chapter Two (реж. Роберт Мур)
- 1979: Начать сначала (реж. Алан Пакула)
- 1980: Обыкновенные люди (реж. Роберт Редфорд)
- 1980: Джильда в прямом эфире / Gilda Live (реж. Майк Николс)
- 1980: Как в старое доброе время / Seems Like Old Times (реж. Джей Сэндвич)
- 1981: Гроши с неба / Pennies from Heaven (реж. Герберт Росс) = non_vocal_i
- 1982: Я должна сниматься в кино / I Ought to Be in Pictures (реж Нил Саймон)
- 1982: Выбор Софи (реж. Алан Пакула)
- 1983: Романтическая комедия / Romantic Comedy (реж. Артур Хиллер)
- 1984: Трамвай «Желание» / A Streetcar Named Desire (ТВ) (реж. Джон Эрман)
- 1985: Дэрил / D.A.R.Y.L. (реж. Саймон Уинсер)
- 1985: Кордебалет (реж. Ричард Аттенборо)
- 1987: Две миссис Гренвилль / The Two Mrs. Grenvilles (ТВ) (реж. Джон Эрман)
- 1987: Возвращение человека на 6 миллионов долларов и бионической женщины / The Return of the Six-Million-Dollar Man and the Bionic Woman (ТВ) (реж. Рэй Остин)
- 1987: Трое мужчин и младенец / Three Men and a Baby (реж. Леонард Нимой)
- 1987: Когда время придёт / When the Time Comes (ТВ) (реж. Джон Эрман)
- 1988: Большой (реж. Пенни Маршалл)
- 1988: Маленький Никита / Little Nikita (реж. Ричард Бенджамин)
- 1988: Дэвид / David (ТВ) (реж. Джон Эрман)
- 1989: Эксперты (реж. Дэйв Томас)
- 1989: Ширли Валентайн (реж. Льюим Гилберт)
- 1989: Январский человек (реж. Пэт О’Коннор)
- 1990: Женщины и мужчины: Истории соблазнений / Women and Men: Stories of Seduction (ТВ) (реж. Фредерик Рафаэл, Тони Ричардсон, Кен Рассел)
- 1991: Недостающие части (реж. Леонард Б. Стерн)
- 1991: Арлина и Кимберли / Switched at Birth (ТВ) (реж. Уорис Хуссейн)
- 1991: Фрэнки и Джонни (реж. Гарри Маршалл)
- 1993: Сезоны сердца / Seasons of the Heart (реж. Ли Грант)
- 1995: Открытие сезона / Open Season (реж. Роберт Вул)
- 1996: У зеркала два лица (Реж. Барбра Стрейзанд)
- 1999: Убийственные красотки (реж. Майкл Патрик Джанн)
- 2009: Информатор (Стивен Содерберг)
- 2013: За канделябрами (Стивен Содерберг)

### Награды и номинации на премию «Оскар»
| Год                | Категория                   | Номинируемая работа                                                | Результат |
| ------------------ | --------------------------- | ------------------------------------------------------------------ | --------- |
| 1972               | Лучшая песня                | «Life Is What You Make It», Котч                                   | Номинация |
| 1973               | Лучшая музыка               | Афера                                                              | Победа    |
| 1973               | Лучшая драматическая музыка | Встреча двух сердец                                                | Победа    |
| 1973               | Лучшая песня                | «The Way We Were», Встреча двух сердец                             | Победа    |
| 1977               | Лучшая песня                | «Nobody Does It Better», Шпион, который меня любил                 | Номинация |
| 1978               | Лучшая песня                | «The Last Time I Felt Like This», В это же время, в следующем году | Номинация |
| 1979               | Лучшая песня                | «Through the Eyes of Love», Ледяные замки                          | Номинация |
| 1982               | Лучшая музыка               | Выбор Софи                                                         | Номинация |
| 1985 = non_vocal_i | Лучшая песня                | «Surprise Surprise», Кордебалет                                    | Номинация |
| 1989               | Лучшая песня                | «The Girl Who Used to Be Me» from Ширли Валентайн                  | Номинация |
| 1996               | Лучшая песня                | «I Finally Found Someone» from У зеркала два лица                  | Номинация |

## Автобиография
- The Way I Was. New York: Macmillan Publishing Company, 1992, ISBN 0-684-19327-2